# بلدية السرو
السرو بلدية تقع في لواء بني كنانة التابع لمحافظة إربد وهي مركز بلدية السرو التي تتبعها ثلاث مناطق وهي منطقة سما الروسان ومنطقة حاتم ومنطقة إبدر.

## المناطق
يبلغ مجموع عدد سكان في هذه المناطق الثلاث ما يزيد عن 15 ألف نسمة.
1. منطقة سما الروسان وتضم:
  1. قرية سما الروسان
  2. قرية عزريت
  3. قرية المزيريب
  4. قرية البرز
2. منطقة حاتم وتضم:
  1. قرية حاتم
  2. قرية الظهر
  3. قرية ضرامه
  4. قرية الخرانبه
  5. قرية بني جدعان
3. منطقة إبدر وتضم:
  1. قرية إبدر
  2. قرية الفرجة
  3. قرية الميل
  4. قرية الكنسيه